# Mistrzostwa Świata w Snowboardzie 2013
Mistrzostwa Świata w Snowboardzie 2013 − to dziesiąta edycja tej imprezy. Odbyły się w dniach 17-27 stycznia 2013 w kanadyjskim mieście Stoneham.
Były to drugie w historii mistrzostwa świata w snowboardzie zorganizowane przez Kanadę. Wcześniej miastem organizatorem było Whistler w 2005 roku.

## Wyniki

### Mężczyźni
| Konkurencja                 | Data        | Złoto               | Czas/Pkt      | Srebro             | Punkty             | Brąz               | Czas/Pkt           |
| Slopestyle szczegóły        | 18 stycznia | Roope Tonteri       | 93,75         | Mark McMorris      | 92,50              | Janne Korpi        | 90,75              |
| Big Air szczegóły           | 19 stycznia | Roope Tonteri       | 188,50        | Niklas Mattsson    | 177,75             | Seppe Smits        | 149,50             |
| Half-Pipe szczegóły         | 20 stycznia | Iouri Podladtchikov | 94,25         | Taku Hiraoka       | 93,75              | Markus Malin       | 86,75              |
| Gigant Równoległy szczegóły | 25 stycznia | Benjamin Karl       | Benjamin Karl | Roland Fischnaller | Roland Fischnaller | Vic Wild           | Vic Wild           |
| Snowcross szczegóły         | 26 stycznia | Alex Pullin         | Alex Pullin   | Markus Schairer    | Markus Schairer    | Stian Sivertzen    | Stian Sivertzen    |
| Slalom Równoległy szczegóły | 27 stycznia | Rok Marguč          | Rok Marguč    | Justin Reiter      | Justin Reiter      | Roland Fischnaller | Roland Fischnaller |

### Kobiety
| Konkurencja                 | Data        | Złoto                     | Czas/Pkt                  | Srebro            | Punkty            | Brąz             | Czas/Pkt       |
| Slopestyle szczegóły        | 18 stycznia | Spencer O’Brien           | 93,25                     | Sina Candrian     | 81,50             | Torah Bright     | 77,50          |
| Half-Pipe szczegóły         | 20 stycznia | Arielle Gold              | 79,00                     | Holly Crawford    | 77,25             | Sophie Rodriguez | 72,50          |
| Gigant Równoległy szczegóły | 25 stycznia | Isabella Laböck           | Isabella Laböck           | Julia Dujmovits   | Julia Dujmovits   | Amelie Kober     | Amelie Kober   |
| Snowcross szczegóły         | 26 stycznia | Maëlle Ricker             | Maëlle Ricker             | Dominique Maltais | Dominique Maltais | Helene Olafsen   | Helene Olafsen |
| Slalom Równoległy szczegóły | 27 stycznia | Jekatierina Tudiegieszewa | Jekatierina Tudiegieszewa | Patrizia Kummer   | Patrizia Kummer   | Amelie Kober     | Amelie Kober   |

## Tabela medalowa
| #   | Reprezentacja     | Złoto | Srebro | Brąz | Razem |
| --- | ----------------- | ----- | ------ | ---- | ----- |
| 1.  | Kanada            | 2     | 2      | 0    | 4     |
| 2.  | Finlandia         | 2     | 0      | 2    | 4     |
| 3.  | Austria           | 1     | 2      | 0    | 3     |
| 4.  | Australia         | 1     | 1      | 1    | 3     |
| 5.  | Szwajcaria        | 1     | 2      | 0    | 3     |
| 6.  | Niemcy            | 1     | 0      | 2    | 3     |
| 7.  | Stany Zjednoczone | 1     | 1      | 0    | 2     |
| 8.  | Rosja             | 1     | 0      | 1    | 2     |
| 9.  | Słowenia          | 1     | 0      | 0    | 1     |
| 10. | Włochy            | 0     | 1      | 1    | 2     |
| 11. | Japonia           | 0     | 1      | 0    | 1     |
| 12. | Szwecja           | 0     | 1      | 0    | 1     |
| 13. | Norwegia          | 0     | 0      | 2    | 2     |
| 14. | Belgia            | 0     | 0      | 1    | 1     |
| 14. | Francja           | 0     | 0      | 1    | 1     |